# Мурино (Красноярский край)
Му́рино — село в Курагинском районе Красноярского края. Административный центр Муринского сельсовета. Основано в 1765 году.

## География
Село находится на расстоянии 6 км к юго-западу от посёлка Курагино, административного центра района.

### Климат
Климат резко континентальный с холодной зимой и жарким летом, суровый, с большими годовыми и суточными амплитудами температуры. Среднегодовая температура воздуха в северо-западной части — 1,5 °С. Зима суровая и продолжительная. Морозы доходит до —40 °С. Лето теплое, продолжается свыше двух месяцев. Безморозный период длится 106 дней; дней с температурой 5 °С и более — 129. Средне-годовая температура колеблется от 0 °С до —1 °С. Продолжительность безморозного периода в центре котловины от 105 дней до 97 дней. Количество осадков 320—500 мм. Максимум осадков приходится на лето.

## Население
| 2010 |
| ---- |
| 411  |

### Национальный состав
Согласно результатам переписи 2002 года, в национальной структуре населения русские составляли 95 % из 454 чел.

## Инфраструктура
В селе функционируют начальная школа, фельдшерско-акушерский пункт, дом культуры и библиотека.